# Taniwhasaurus
Taniwhasaurus (del maorí Taniwha, una criatura acuática supernatural, y el griego σαυρος/sauros, que significa lagarto) es un género de saurópsido mosasáurido, que vivió en el Cretácico superior que vivió en Nueva Zelanda, Japón y la Antártida. Era un pariente cercano de los géneros Tylosaurus y Hainosaurus.

## Especies

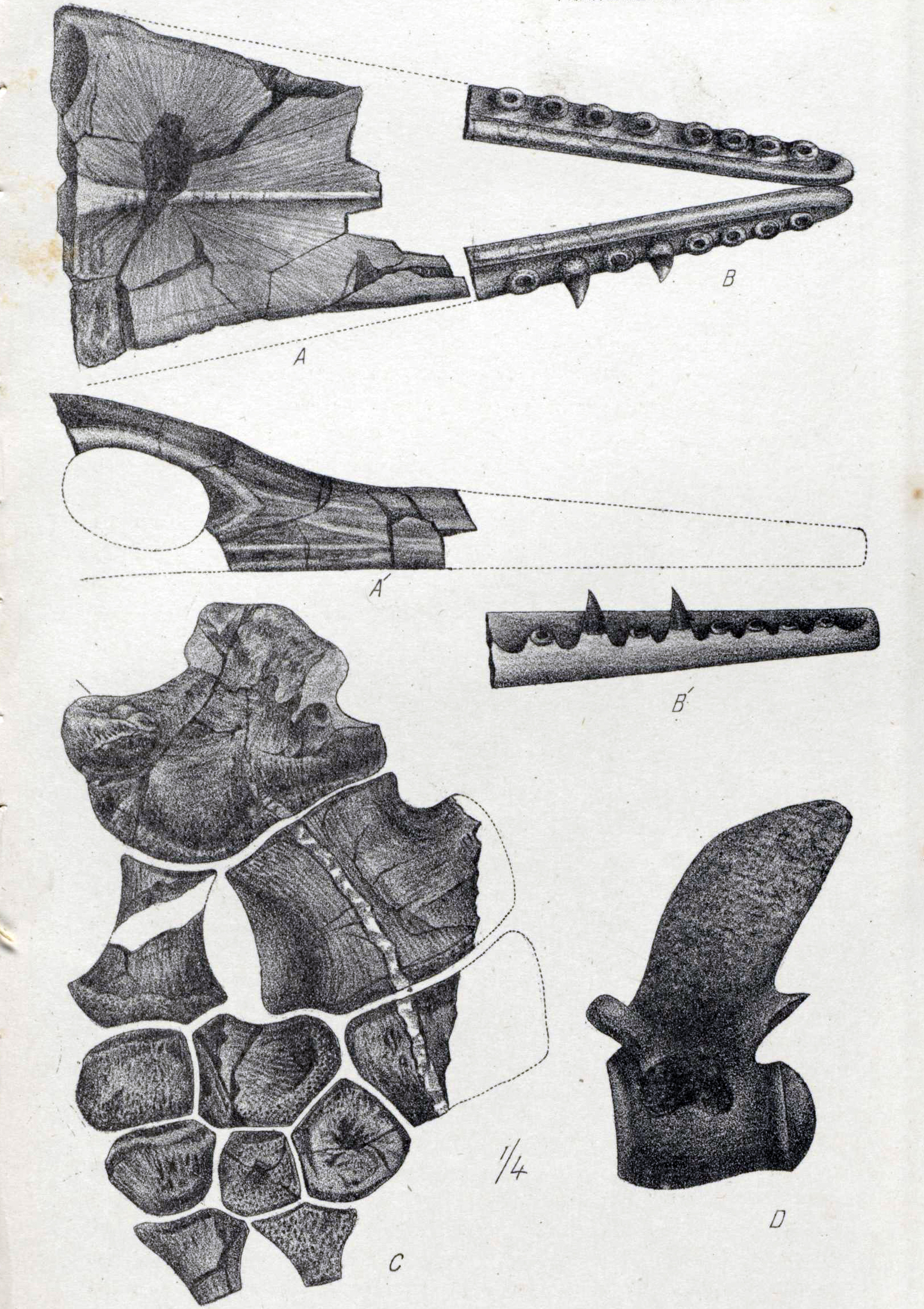
Cráneo y mandíbulas de Taniwhasaurus oweni.

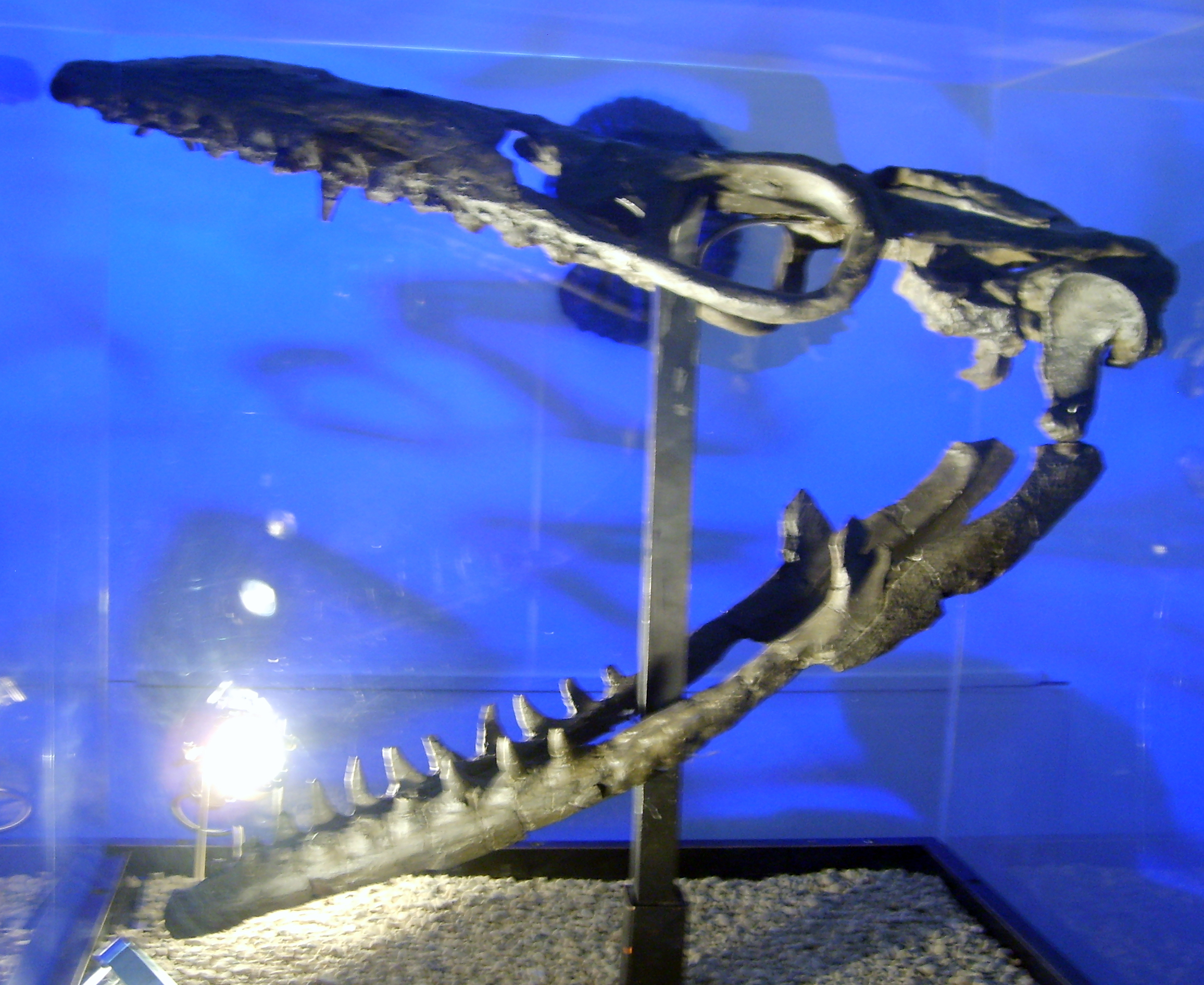
Cráneo de T. antarcticus

### T. oweni
Taniwhasaurus oweni, la especie tipo de Taniwhasaurus, fue nombrada por Héctor en 1874 a partir de un espécimen fósil hallado en estratos de la Formación Conway en Haumuri Bluff, Nueva Zelanda, que datan del Campaniano tardío.
Conocido a partir de un individuo que mediría al menos 6 metros de largo, basándose en estimaciones de los restos hallados. Es sinónimo de Tylosaurus haumuriensis, el cual fue nombrado más recientemente, de partes frontales de las mandíbulas.

### T. antarcticus
El género Lakumasaurus fue descrito en 2002 por Novas et al. de un espécimen fósil hallado en la Formación Santa Marta de la isla James Ross, en la Antártida. Cuando el material tipo en 2007, James E. Martin y Marta Fernández determinaron que Lakumasaurus era un sinónimo más moderno de Taniwhasaurus y recombinaron la especie Lakumasaurus antarcticus como T. antarcticus.

### T. mikasaensis
"Yezosaurus" fue el nombre dado a un género no descrito de un reptil marino. Originalmente se consideró que era un dinosaurio terópodo, fue más tarde identificado como un mosasaurio o un ictiosaurio que vivió en lo que ahora es Japón. La "especie tipo", "Yezosaurus mikasaensis", fue acuñada por Obata y Muramoto en 1977, pero no fue formalmente descrita hasta 2008, cuando la especie T. mikasaensis fue descrita por M.W. Caldwell et al.